# Nganglong Kangri
Der Nganglong Kangri (auch Aling Shan oder Kang Ngolok) (chinesisch 阿陵山, Pinyin Ālíng Shān) ist der höchste Berg im gleichnamigen Gebirgsmassiv im südwestlichen Teil des Hochlands von Tibet.
Das Gebirgsmassiv Nganglong Kangri befindet sich nördlich des Transhimalaya. Der Berg Nganglong Kangri hat eine Höhe von 6710 m (nach anderen Quellen: 6720 m). Der Bergkamm ist von alpinem Charakter. Oberhalb einer Höhe von 4500 m befinden sich Firnfelder und Gletscher. Es herrscht Hochgebirgswüste vor. Die Südflanke des Nganglong Kangri wird vom Indus entwässert.

## Besteigungsgeschichte
Die Erstbesteigung des Nanglong Kangri gelang am 14. September 2004 Derek Buckle, Martin Scott und Toto Gronlund. Die Aufstiegsroute führte über die Südostwand zum Gipfelgrat.